# Clown (chanson)
Singles de Soprano
Fresh Prince
(2014) Millionnaire
(2015)
Clown est un single de Soprano, sorti le 9 février 2015 et extrait de son album Cosmopolitanie.

## Classements
| Classement (2015)                       | Meilleure position |
| --------------------------------------- | ------------------ |
| Belgique (Wallonie Ultratop 50 Singles) | 8                  |
| Belgique (Wallonie Ultratip 50)         | 15                 |
| Belgique (Wallonie Ultratop 50 Airplay) | 30                 |
| Belgique (Wallonie Ultratop 50 Dance)   | 6                  |
| France (SNEP)                           | 11                 |
| France (SNEP Streaming)                 | 20                 |